# Adobe Director
 (août 2009).
Si vous disposez d'ouvrages ou d'articles de référence ou si vous connaissez des sites web de qualité traitant du thème abordé ici, merci de compléter l'article en donnant les références utiles à sa vérifiabilité et en les liant à la section « Notes et références ».
Chronologie des versions
Macromedia Director (d)
Director est un logiciel de création d'applications vidéo (cd-rom, jeux, démos, simulations, tutoriels, ...) pour Windows, Mac OS X, iOS, créé en 1994 et commercialisé par Macromedia puis Adobe Systems sous licence utilisateur final. Fin de la commercialisation et du support le 1er février 2017.

## Historique
Adobe Director est né en 1986 sous le nom « Video Works ». Ses auteurs étaient une équipe de programmeurs de jeux chez Bally-Midway à Chicago : Marc Canter, Jay Fenton et Mark Pierce.
Marc Canter raconte à présent que leur projet est né alors qu'ils ne connaissaient rien aux interfaces graphiques, du choc que représentait l'invention dans le film Blade Runner, d'un dispositif permettant de naviguer à l'intérieur d'une photographie. Leur premier logiciel, Music Works, était en avance sur son époque, Marc Canter a dit dans un article que Music Works a été un des premiers sinon le premier logiciel s'occupant des séquences musicales, hors systèmes propriétaires comme Synclavier. Il raconte aussi que la carrière du logiciel a tourné court lorsque la norme MIDI s'est répandue, car Music Works n'était pas un logiciel MIDI.
Au début des années 1990, VideoWorks, devenu Macromind puis Macromedia Director, s'est imposé comme la référence en matière d'outils de création de CD-ROM devant ses concurrents HyperCard, Toolbook et Authorware. On peut l'expliquer car Authorware était trop dispendieux, Hypercard n'était disponible que sur Macintosh et Toolbook n'existait qu'en versions MS-Dos et Windows (à noter qu'il existait un logiciel permettant de passer de Hypercard à Toolbook avec pas mal d'interventions manuelles pour finaliser).
Un langage à la fois puissant et pédagogique est ajouté à Director : le Lingo, créé par John Henry Thompson.
C'est sous Director qu'ont été créés la plupart des classiques du CD-ROM chez les éditeurs Voyager ou Montparnasse Multimédia. Le jeu In Memoriam a aussi été créé sous Director.
La vogue du web a peu à peu éclipsé (mais non éliminé) Director qui se retrouve souvent concurrencé par son petit frère Macromedia Flash. Director reste un standard pour la création de CD-ROM, de CD audio et de DVD « RichMedia » (contenant une partie interactive lisible sur ordinateur), de bornes interactives (notamment dans les musées). Director est aussi assez fréquemment utilisé par des artistes pour des installations multimédia.
Les qualités particulières de Director sont de deux ordres. Commerciales, tout d'abord, puisque dans le domaine du CD-ROM, des concurrents comme Toolbook, Hypercard, mTropolis, ont fini par disparaître corps et bien, même si les uns et les autres ont pu avoir certaines qualités qui manquaient à Director. Techniques ensuite, puisque Director est un bon compromis entre la simplicité d'utilisation et l'étendue des performances.
Les développeurs confirmés peuvent étendre director en développant des programmes compilés appelés xtras.
Les fichiers Director créés peuvent être inclus dans une page web pour un usage sur Internet lorsqu'ils sont convertis au format Adobe Shockwave. Les visiteurs d'un site en Shockwave doivent utiliser un navigateur équipé du plug-in Shockwave.
Director est disponible en versions Windows et Mac OS. Jusqu'à la version dite « MX2004 », il fallait acquérir une licence de Director par plate-forme visée. À présent, on peut depuis Mac OS X créer des applications avec director à destination de Mac OS X, Mac OS Classic et Windows. La version « MX2004 » pour Windows ne permettait jusque très récemment de ne viser que les plates-formes Windows et Mac OS X, mais pas Mac OS Classic. Une mise à jour récente comble cette lacune. Aucune évolution vers les systèmes Unix ne semble prévue, malgré la demande insistante d'une grande partie des développeurs concernés.

### Versions
| Année | Nom                        | Nouveautés |  |
| ----- | -------------------------- | --- |  |
| 1986  | Video Works                | |  |
| 1991  | Macromind Director 3       | |  |
| 1994  | Macromedia Director 4      | Director existe en deux versions, Macintosh et, enfin, Windows. |  |
| 1996  | Macromedia Director 5      | |  |
| 1997  | Macromedia Director 6      | Automatisation de l'interpolation des mouvements de sprites, création de comportements de sprites. |  |
| 1999  | Macromedia Director 7      | Apparition de la syntaxe pointée en langage Lingo |  |
| 2000  | Macromedia Director 8      | L'inspecteur de propriétés, le verrouillage des pistes, l'imaging lingo (possibilité d'éditer une image par la programmation) |  |
| 2001  | Macromedia Director 8.5    | Apparition du moteur 3d "shockwave 3d asset xtra", développé par intel. |  |
| 2003  | Macromedia Director MX     | |  |
| 2004  | Macromedia Director MX2004 | une seule version (Mac ou Windows) permet de créer des "projectors" à destination des plates-formes Macintosh, Mac OS X et Windows.                                                                                                |  |
| 2008  | Adobe Director 11          | Compatibilité Windows Vista et Mac Intel. Apparition du moteur physique "physx" de ageia / Nvidia. Director permet désormais de générer ses propres fichiers 3d sans passer par un logiciel de modélisation. Support de l'unicode. |  |
| 2009  | Adobe Director 11.5        | Accès au bytecode des fichiers avec la classe ByteArray. Nouveau moteur de son. Shaders next-gen bump et parallax. Nouvelles fonctionnalités du moteur physique (cloth, personnage...)                                             |  |
| 2013  | Adobe Director 12          | Export ios. Shaders next-gen (displacement, cast shadow). Mise à jour du format natif w3d avec multitexturing et normal maps. |  |
| 2017  | Adobe Director 12          | Adobe arrête la commercialisation et le support de Director le 1er février 2017. |  |

## Fonctionnement
Adobe Director est basé sur la métaphore du cinéma. Il y a ainsi une distribution (cast) qui constitue le stock d’acteurs (cast members) - images, sons, vidéos, ... - qui seront déposés sur la scène (stage) et inclus au scénario (score), notamment accompagnés de scripts.

## Capacités
Les possibilités de Director sont les suivantes :
- Animation 2d bitmap ou vectorielle
- Manipulation d'univers en 3D interactive/générative
- Création multimédia (films, son, images fixes, animations)
- Montage
- Programmation de scripts à l'aide du langage Lingo
- Interfaçages divers par le biais des modules dits Xtras, souvent développés par des sociétés tierces, ou par les utilisateurs eux-mêmes.

### Xtras
Les Xtras permettant à l'utilisateur d'étendre le champ de compétence de Director. Beaucoup de ces Xtras sont gratuits et/ou disponibles en open source.
La plupart des Xtras sont développés en C++ mais il existe également un framework pour Delphi.
Si les xtras sont très nombreux et variés sur les productions cd-rom et kiosques, ils sont moins abondants et rarement gratuits sur le web en raison du coût des licences verisign.

### Script Lingo
Le langage de script Lingo a une syntaxe relativement simple, proche du BASIC. Il permet d'émuler du procédural comme de l'objet, et de créer des composants d'interface, objets complexes appelés "behaviors".
Chaque Xtra ajoute ses propres bibliothèques lingo.
Le script Lingo permet en outre:
- la gestion complète d'interfaces, sprites, boutons, bitmaps, à la manière de Flash.
- la communication avec des applications flash embarquées
- l'automatisation des calculs 3d bas niveaux, avec l'algèbre des matrices et des vecteurs, à l'instar des scripts de logiciels de modélisation 3d.
- l'automatisation des routines avec l'algèbre des tableaux.
- une gestion précise du moteur 3d (maillages, matrices, polygones, shaders, bones...)
- le contrôle du moteur physique

Beaucoup de fonctions lingo sont en alpha ou beta et ne figurent pas dans la documentation, il est néanmoins possible de les utiliser.

## Avenir
Après le rachat par Adobe, Director a perdu en popularité pour cause de mises à jour beaucoup moins fréquentes (restrictions budgétaires), et à la suite de sa délocalisation en Inde le logiciel comporte de plus en plus de bugs. Par ailleurs, le rejet récent du plugin shockwave par les navigateurs comme firefox ou chrome a banni l'utilisation de Director comme technologie web. Le 27 janvier 2017 Adobe annoncela fin de la commercialisation et du support de Director à compter du 1er février 2017.

## Présent
Adobe arrête officiellement la commercialisation et le support de Director le 1er février 2017.